# Strada statale 159 delle Saline
La ex strada statale 159 delle Saline (SS 159), ora strada provinciale 141 delle Saline (SP 141) in provincia di Foggia e strada provinciale 5 ex SS 159 (delle Saline) (SP 5) in provincia di Barletta-Andria-Trani, è una strada provinciale italiana che prende il nome dalle saline che si affacciano sul golfo di Manfredonia.
La strada collega Manfredonia e il Gargano a Margherita di Savoia e al nord barese.

## Storia
La strada statale 159 venne istituita nel 1953 con il seguente percorso: "Innesto con la S.S. n. 89 a sud di Manfredonia - Margherita di Savoia - Innesto con la S.S. n. 16 presso il ponte sul fiume Ofanto."
In seguito al decreto legislativo n. 112 del 1998, dal 2001 la gestione è passata dall'ANAS alla Regione Puglia, che ha provveduto al trasferimento dell'infrastruttura al demanio della Provincia di Foggia. Dal 1º gennaio 2010, a seguito dell'istituzione della Provincia di Barletta-Andria-Trani, è stato trasferito al demanio di quest'ultima il tratto competente.

## Percorso
La strada ha inizio dalla strada statale 89 Garganica all'altezza dello svincolo di Manfredonia Sud. Si avvicina quindi alla costa, raggiunta in corrispondenza della foce del fiume Candelaro e da qui la strada assume funzione di litoranea per tutto il resto del suo percorso.
Dopo aver toccato diverse località costiere del comune di Manfredonia, la strada incrocia la ex strada statale 545 Rivolese in corrispondenza del ponte sulla foce del fiume Carapelle, nei pressi della Torre di Rivoli.
Il percorso procede alla volta di Zapponeta, per entrare successivamente nella riserva naturale Salina di Margherita di Savoia fino a raggiungere l'abitato di Margherita di Savoia. Il percorso termina presso il ponte sul fiume Ofanto con l'innesto nella NSA 113, vecchio tracciato della strada statale 16 Adriatica, prima della costruzione dell'asse attrezzato tra Barletta e Bari.